# 김효자

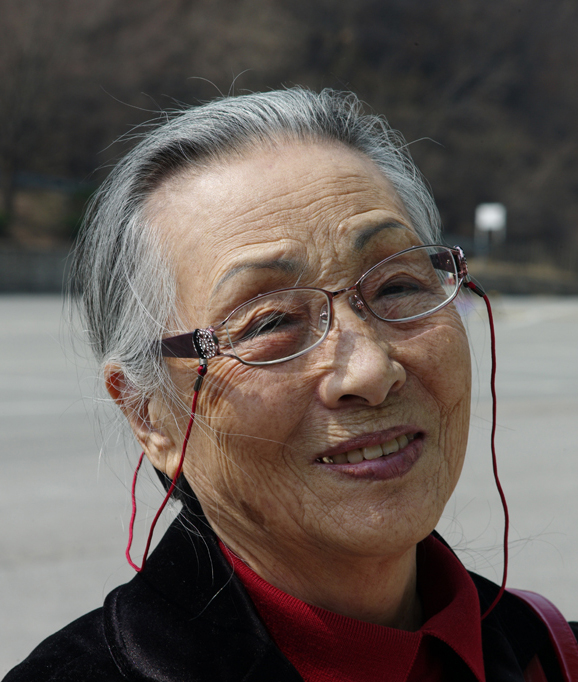
김효자(金孝子, 1932-2022)
수필가, 일본문학자

김효자(金孝子, 1932~2022)는 대한민국의 수필가이자 일본문학자이다. 1932년 영암에서 출생하여 목포여고와 서울대 국문과를 졸업하고, 한국외국어대 일어과 대학원에서 일본 고전문학을 전공하였다. 정신여자고등학교와 서울여자상업고등학교 국어과 교사를 지내고, 월간 '수필문학' 편집인 겸 주간을 역임하면서, '현대문학', '월간문학', '수필문학' 등에  많은 수필을 발표하는 한편, 수필가 찰스 램과 데라타 도라히코의 작품을 번역 소개하였으며, 1980년 한국수필문학진흥회가 수여하는 제3회 수필문학신인상을 수상하였다.
경기대학교 일어일문학과 교수로 재직하면서, 일본 고전문학 및 고전극 노가쿠(能樂)의 연구에 주력하여 여러 논문과 저술을 발표하였다. 일본 도쿄대학 연구교수, 러시아 극동대학 교환교수를 역임하였고,  정년 퇴임 후에는 모스크바 한국학센터 연구교수로 부임하여 한국의 고전 및 현대 수필 문학 작품을 해외에 소개하는 일에 힘썼다.
저서로 '그림속의 나그네'(1978), '나의 만남 나의 사랑'(1987), '두고 떠나는 연습'(2003), 일본연구총서 '일본 문학의 이해'(2001, 공저) 등이 있으며, 역서로 '일본 민속의 이해'(1981), 엔도슈사쿠(遠藤周作)의 소설 '침묵'(1982), 이양지(李良之)의 소설 '내의(來意)' 제아미(世阿彌)의 '풍자화전(風姿花傳'(1993, 사상총서) 등이 있다. (출처: 김효자, 두고 떠나는 연습)

### 저서
- 그림 속의 나그네, 관동출판사, 1978.
- 나의 만남 나의 사랑, 어문각, 1987
- 일본어 경어표현, 시사영어사, 1991.
- 두고 떠나는 연습, 도서출판 삼우반, 2003

### 역서
- 엔도슈사쿠(遠藤周作) 지음, (오늘의 세계문학 15) 침묵(沈默), 중앙일보사, 1983
- 제아미(世阿彌) 지음, (일본사상총서 11) 風資花傳/외, 시사일본어사, 1993
- 谷川健一 지음, (일본문화총서 8) 일본민속의 이해, 교학연구사, 1981.

1. ↑  김효자, 두고 떠나는 연습, 도서출판 삼우반, 2003